# Crippa (cognome)
Crippa è un cognome di lingua italiana.

## Varianti
Il cognome non presenta varianti.

## Origine e diffusione
Cognome tipicamente lombardo, è presente prevalentemente nel milanese.
Potrebbe derivare dal toponimo Crippa, frazione di Sirtori in provincia di Lecco.

## Persone
- Maddalena Crippa – attrice italiana
- Salvatore Crippa – ciclista su strada italiano
- Yemaneberhan Crippa – mezzofondista italiano